# Сежхув (Лодзинське воєводство)
Сежхув (пол. Sierzchów) — село в Польщі, у гміні Болімув Скерневицького повіту Лодзинського воєводства.
Населення — 230 осіб (2011).
У 1975-1998 роках село належало до Скерневицького воєводства.

## Демографія
Демографічна структура станом на 31 березня 2011 року:
|          | Загалом | Допрацездатний вік | Працездатний вік | Постпрацездатний вік |
| -------- | ------- | ------------------ | ---------------- | -------------------- |
| Чоловіки | 115     | 24                 | 78               | 13                   |
| Жінки    | 115     | 22                 | 64               | 29                   |
| Разом    | 230     | 46                 | 142              | 42                   |